# DIALREL
Dialrel (Dialog angående Religiös Slakt) är ett EU-finansierat projekt som började 2006 och avslutades 2010 och som hade till uppgift att befrämja dialog mellan olika parter.  Institutioner och experter från elva länder bidrog till projektet: Australien, Belgien, Tyskland, Spanien, Frankrike, Storbritannien, Israel, Italien, Nederländerna, Norge och Turkiet. Slutrapporten blev klar 2010 och levererades till Europeiska kommissionen.